# Aéroport international de Cincinnati-Northern Kentucky
Pour les articles homonymes, voir CVG.
L’aéroport international de Cincinnati/Northern Kentucky (code IATA : CVG • code OACI : KCVG) est un aéroport qui se situe à Hebron dans le comté de Boone, au Kentucky, aux États-Unis. Il dessert la ville de Cincinnati. C'est l'une des plate-forme de correspondance de la compagnie aérienne Delta Air Lines.
C'est le trente-quatrième aéroport nord-américain avec 9 103 554 passagers qui y ont transité en 2019.

## Histoire
Le premier appareil à atterrir sur cet aéroport était un Douglas DC-3, le 10 janvier 1947. L'aéroport connut son essor dans les années 1960 avec en particulier l'allongement de la piste nord de 3 100 pieds (945 m) à 8 600 pieds (2 621 m). La piste est-ouest a été construite en 1971.
En 2008, l'aéroport gère 325 départs journaliers vers plus de 100 destinations.
En février 2017, Amazon annonce la construction d'un terminal pour marchandises de très grande taille à l'aéroport de Cincinnati pour 1,4 milliard de dollars.

## Compagnies et destinations
| Compagnies           | Destinations | Refs  |
| -------------------- | --- | ----- |
| Air Canada Express   | Toronto (Pearson) | [ 2 ] |
| Alaska Airlines      | Seattle-Tacoma |       |
| Allegiant Air        | - Austin-Bergstrom, - Charleston, - Denver, - Fort Lauderdale-Hollywood, - Fort Walton-Nord Floride, - Jacksonville, - Key West, - La Nouvelle-Orléans-L. Armstrong, - Las Vegas-Harry-Reid, - Los Angeles, - Myrtle Beach, - Newark-Liberty, - Orlando-Sanford, - Palm Beach, - Phoenix-Mesa-Gateway, - Punta Gorda (Floride), - St. Petersburg-Clearwater, - Sarasota-Bradenton, - Savannah En saison : Norfolk, Providence-T. F. Green | [ 3 ] |
| American Airlines    | Charlotte-Douglas, Dallas-Fort Worth, Phoenix-Sky Harbor En saison : Cancún, Miami, Philadelphie |       |
| American Eagle       | - Boston Logan, - Charlotte-Douglas, - Chicago-O'Hare, - Miami, - New York-John F. Kennedy, - New York-LaGuardia, - Philadelphie, - Raleigh-Durham, - Washington-Reagan | [ 4 ] |
| Breeze Airways       | Charleston, San Francisco En saison : Hartford-Bradley, Providence-T. F. Green, San Diego |       |
| British Airways      | Londres-Heathrow |       |
| Delta Air Lines      | - Atlanta H.-Jackson, - Denver, - Détroit, - Fort Lauderdale-Hollywood, - Fort Myers, - Las Vegas-Harry-Reid, - Los Angeles, - Minneapolis-Saint-Paul, - Orlando, - Paris-Charles de Gaulle, - Salt Lake City, - Seattle-Tacoma, - Tampa En saison : Cancún |       |
| Delta Connection     | - Austin-Bergstrom, - Boston Logan, - Détroit, - Minneapolis-Saint-Paul, - Newark-Liberty, - New York-John F. Kennedy, - New York-LaGuardia, - Raleigh-Durham, - Washington-Reagan |       |
| Frontier Airlines    | - Atlanta H.-Jackson, - Boston Logan, - Cancún, - Charlotte-Douglas, - Dallas-Fort Worth, - Denver, - Fort Lauderdale-Hollywood, - Fort Myers, - Houston-George Bush, - Las Vegas-Harry-Reid, - Miami, - Minneapolis-Saint-Paul, - New York-LaGuardia, - Orlando, - Pensacola, - Philadelphie, - Phoenix-Sky Harbor, - Portland (Maine), - Tampa En saison : Raleigh-Durham                                                               | [ 5 ] |
| Southwest Airlines   | Baltimore-T. Marshall, Chicago-Midway, Denver, Nashville, Orlando En saison : Fort Myers, Phoenix-Sky Harbor, Sarasota-Bradenton, Tampa |       |
| Sun Country Airlines | En saison : Minneapolis-Saint-Paul |       |
| United Airlines      | Chicago-O'Hare, Denver, Houston-George Bush, Newark-Liberty |       |
| United Express       | Chicago-O'Hare, Newark-Liberty, Washington-Dulles En saison : Houston-George Bush | [ 6 ] |
| Viva Aerobus         | En saison : Cancún, Los Cabos |       |

Édité le 31/12/2018  Actualisé le 8/06/2024

## Accidents et incidents
- Le 8 novembre 1965, le vol 383 American Airlines, un Boeing 727 en provenance de l'aéroport de New York-LaGuardia, s'écrase dans un bois lors de son approche de l'aéroport de Cincinnati dans des conditions météo dégradées. L'appareil prend feu et explose. L'accident provoquera la mort de 58 occupants sur 62.
- Le 20 novembre 1967, le vol TWA 128, un Convair 880 en provenance de l'aéroport international de Los Angeles, s'écrase lors de son approche de l'aéroport de Cincinnati. Les pilotes ont tenté d'atterrir à vue de nuit dans des conditions météo très dégradées. 70 des 82 personnes à bord du Convair 880 périssent dans l'accident.
- Le 2 juin 1983, le vol 797 Air Canada, un DC-9 assurant la liaison entre l'aéroport de Toronto-Pearson et l'aéroport de Montréal-Trudeau, effectue un atterrissage d'urgence à Cincinnati en raison d'un incendie à bord. L'appareil réussira à se poser, mais s'embrasera complètement avant que l'intégralité des passagers aient pu évacuer. 23 morts sur 46 occupants.